# Nkanu Oeste
Nkanu West é uma Área de Governo Local do Enugu (estado), Nigéria. Sua sede fica na cidade de Agbani. Outras grandes cidades são Akegbe Ugwu, Akpugo, Ozalla, Obe, Umueze, Amodu, Obuoffia, Amurri etc. Nkanu oeste é um dos maiores do governo local no estado de Enugu. Algumas das pessoas proeminentes incluem, Dr. Chimaroke Nnamani, Late Igwe Jeremiah O. Onovo, Dr. Ugwu Nwafor Ujam. Hon Iloabuchi Aniagu, Dr. Frank Nweke Jr., chefe Mike Onu, Justiça Augustine Nnamani Ferguson, Igwe Ezekiel Eneh, Chinyeaka Oha etc.
Possui uma área de 225 km² e uma população de 147,385 no censo de 2006.
O código postal da área é 402.